# Futurama (videohra)
Futurama je 3D plošinovka z roku 2003 na herní konzole Xbox a PlayStation 2 založená na seriálu Futurama. Původně byla také plánována verze pro GameCube.

## Hratelnost
Futurama je směsicí plošinové hry a střílečky. Postupem hry hraje hráč za každou z následujících čtyř postav: Frye, Bendera, Leelu a Zoidberga. Fryovylevely obsahují oproti jiným více střílecích mechanik, protože může používat řadu palných zbraní. Benderovy levely jsou vytvořeny ve stylu plošinovky a Leela bojuje na blízko. Na krátkou dobu se ve hře objevuje i Zoidberg. V každém levelu je skryto několik Nibblerů. Při jejich získání se pak hráčům mohou odemknout extra materiály, jako jsou filmové záběry nebo galerie.

## Děj

### Synopse
Mom koupila Planet Express a tým Frye, Bendera, Leely a Zoidberga se snaží překazit její plány na ovládnutí vesmíru.

### Hratelné postavy
- Fry: jediný může používat zbraně
- Bender: používá různé ohýbačské chvaty
- Leela: používá různé kung-fu pohyby
- Zoidberg: použit v závodním levelu